# Ґрета Юганссон
Ґрета Юганссон (швед. Greta Johansson, 9 січня 1895, Стокгольм — 28 січня 1978, Сан-Матео, Каліфорнія, США) — шведська плавчиня та стрибунка у воду.
Олімпійська чемпіонка 1912 року.

## Життєпис
Грета Йоханссон — шведська плавчиня та стрибунка у воду, яка представляла Стокгольмський КК. Ґрета Юганссон виросла у Кунгсхольмені, Стокгольм. виступала за Стокгольмський КК. На Олімпійських іграх у Стокгольмі 1912 року Йоханссон пливла на дистанції 100 метрів вільним стилем і в естафеті 4 × 100 метрів вільним стилем, посівши четверте місце в останній дисципліні. Однак саме у стрибках у воду Йоханссон відзначився, вигравши золоту медаль у змаганнях з цього виду спорту. Вона стала першою шведкою, яка виграла золото на Іграх 1912 року.
Через рік після Олімпіади Юганссон емігрувала до Сполучених Штатів, де працювала офісним помічником у газетній компанії. Перебуваючи в Америці, Йоханссон вийшла заміж за Ернста Брандстена, шведського стрибуна у воду, який також виступав за Швецію на Олімпійських іграх у Стокгольмі. Обидва вони готували стрибунів у воду в Стенфордському університеті. Їх обох включили до Міжнародної зали слави плавання: Юганссон як стрибунку у воду, а Брандстена як тренера.

## У кінематографі
У 2016 році Юганссон стала героїнею шведського фільму «Золота Грета — захоплююча історія кохання» (швед. «Guld-Greta – en hisnande kärlekshistoria»).